# Olympische Sommerspiele 1988/Segeln
Bei den XXIV. Olympischen Sommerspielen 1988 in Seoul fanden acht Wettkämpfe im Segeln statt. Davon waren vier für Männer, einer für Frauen und drei für beide Geschlechter ausgeschrieben. Austragungsort war das Segelrevier vor Busan.

## Bilanz

### Medaillenspiegel
| Platz  | Land                         | Gold | Silber | Bronze | Gesamt |
| ------ | ---------------------------- | ---- | ------ | ------ | ------ |
| 1      | Frankreich                   | 2    | –      | –      | 2      |
| 2      | Vereinigte Staaten           | 1    | 2      | 2      | 5      |
| 3      | Neuseeland                   | 1    | 1      | 1      | 3      |
| 4      | Dänemark                     | 1    | –      | 1      | 2      |
| 5      | DDR                          | 1    | –      | –      | 1      |
| 5      | Großbritannien               | 1    | –      | –      | 1      |
| 5      | Spanien                      | 1    | –      | –      | 1      |
| 8      | Sowjetunion                  | –    | 1      | 1      | 2      |
| 9      | Amerikanische Jungferninseln | –    | 1      | –      | 1      |
| 9      | Niederländische Antillen     | –    | 1      | –      | 1      |
| 9      | Norwegen                     | –    | 1      | –      | 1      |
| 9      | Schweden                     | –    | 1      | –      | 1      |
| 13     | Brasilien                    | –    | –      | 2      | 2      |
| 14     | Kanada                       | –    | –      | 1      | 1      |
| Gesamt | Gesamt                       | 8    | 8      | 8      | 24     |

### Medaillengewinner
Frauen
| Disziplin | Gold                                          | Silber                                       | Bronze                                              |
| --------- | --------------------------------------------- | -------------------------------------------- | --------------------------------------------------- |
| 470er     | Vereinigte Staaten Allison Jolly Lynne Jewell | Schweden Marit Söderström Birgitta Bengtsson | Sowjetunion Laryssa Moskalenko Iryna Tschunychowska |

Männer
| Disziplin   | Gold                                   | Silber                                  | Bronze                                        |
| ----------- | -------------------------------------- | --------------------------------------- | --------------------------------------------- |
| Finn-Dinghy | José Luis Doreste (ESP)                | Peter Holmberg (ISV)                    | John Cutler (NZL)                             |
| Windsurfen  | Bruce Kendall (NZL)                    | Jan Boersma (AHO)                       | Michael Gebhardt (USA)                        |
| 470er       | Frankreich Thierry Peponnet Luc Pillot | Sowjetunion Tõnu Tõniste Toomas Tõniste | Vereinigte Staaten Charles McKee John Shadden |

Offene Klassen
| Disziplin       | Gold                                             | Silber                                                            | Bronze                                          |
| --------------- | ------------------------------------------------ | ----------------------------------------------------------------- | ----------------------------------------------- |
| Flying Dutchman | Dänemark Christian Grønborg Jørgen Bojsen-Møller | Norwegen Erik Bjørkum Ole Petter Pollen                           | Kanada Frank McLaughlin John Millen             |
| Tornado         | Frankreich Jean-Yves Le Déroff Nicolas Hénard    | Neuseeland Rex Sellers Chris Timms                                | Brasilien Lars Grael Clinio Freitas             |
| Soling          | DDR Thomas Flach Bernd Jäkel Jochen Schümann     | Vereinigte Staaten William Baylis Robert Billingham John Kostecki | Dänemark Jesper Bank Jan Mathiasen Steen Secher |
| Star            | Großbritannien Michael McIntyre Bryn Vaile       | Vereinigte Staaten Hal Haenel Mark Reynolds                       | Brasilien Nelson Falcão Torben Grael            |

## Ergebnisse

### Frauen

#### 470er
| Platz | Land | Athletinnen                             | Punkte |
| ----- | ---- | --------------------------------------- | ------ |
| 1     | USA  | Allison Jolly Lynne Jewell              | 26,7   |
| 2     | SWE  | Marit Söderström Birgitta Bengtsson     | 40,0   |
| 3     | URS  | Laryssa Moskalenko Iryna Tschunychowska | 45,4   |
| 4     | FIN  | Annika Lemström Bettina Lemström        | 47,0   |
| 5     | FRG  | Katrin Adlkofer Susanne Meyer           | 56,4   |
| 6     | AUS  | Karyn Davis Nicky Green                 | 57,0   |
| 7     | GDR  | Silke Preuß Susanne Theel               | 57,4   |
| 8     | FRA  | Florence Lebrun Sophie Berge            | 81,7   |

### Männer

#### Finn-Dinghy
| Platz | Land | Athlet            | Punkte |
| ----- | ---- | ----------------- | ------ |
| 1     | ESP  | José Luis Doreste | 38,1   |
| 2     | ISV  | Peter Holmberg    | 40,4   |
| 3     | NZL  | John Cutler       | 45,0   |
| 4     | GBR  | Stuart Childerley | 50,7   |
| 5     | DEN  | Lasse Hjortnæs    | 51,0   |
| 6     | FRG  | Thomas Schmid     | 72,1   |
| 7     | NED  | Roy Heiner        | 78,4   |
| 8     | URS  | Oleg Chopjorski   | 81,0   |

#### 470er
| Platz | Land | Athleten                           | Punkte |
| ----- | ---- | ---------------------------------- | ------ |
| 1     | FRA  | Thierry Peponnet Luc Pillot        | 34,7   |
| 2     | URS  | Tõnu Tõniste Toomas Tõniste        | 46,0   |
| 3     | USA  | Charles McKee John Shadden         | 51,0   |
| 4     | ESP  | Fernando León Francisco Sánchez    | 55,0   |
| 5     | FRG  | Joachim Hunger Wolfgang Hunger     | 58,7   |
| 6     | NZL  | Peter Evans Simon Mander           | 62,7   |
| 7     | ITA  | Paolo Montefusco Sandro Montefusco | 68,7   |
| 8     | CAN  | Gordon McIlguham Nigel Cochrane    | 71,7   |

#### Windsurfen(Lechner A-390)
| Platz | Land | Athlet           | Punkte |
| ----- | ---- | ---------------- | ------ |
| 1     | NZL  | Bruce Kendall    | 35,4   |
| 2     | AHO  | Jan Boersma      | 42,7   |
| 3     | USA  | Michael Gebhardt | 48,0   |
| 4     | NED  | Bart Verschoor   | 53,4   |
| 5     | FRA  | Róbert Nagy      | 61,7   |
| 6     | ITA  | Francesco Wirz   | 63,0   |
| 7     | ARG  | Jorge García     | 70,1   |
| 8     | ESP  | Carlos Iniesta   | 81,7   |

### Offene Klassen

#### Flying Dutchman
| Platz | Land | Athleten                                | Punkte |
| ----- | ---- | --------------------------------------- | ------ |
| 1     | DEN  | Christian Grønborg Jørgen Bojsen-Møller | 31,4   |
| 2     | NOR  | Erik Bjørkum Ole Petter Pollen          | 37,4   |
| 3     | CAN  | Frank McLaughlin John Millen            | 48,4   |
| 4     | ISR  | Eldad Amir Yoel Sela                    | 59,7   |
| 5     | NZL  | Greg Knowles Murray Jones               | 60,0   |
| 6     | GBR  | Neal McDonald Roger Yeoman              | 72,7   |
| 7     | BRA  | Alan Adler Marcus Temke                 | 76,4   |
| 8     | FRG  | Albert Batzill Peter Lang               | 79,0   |

#### Soling
| Platz | Land | Athleten                                             | Punkte |
| ----- | ---- | ---------------------------------------------------- | ------ |
| 1     | GDR  | Thomas Flach Bernd Jäkel Jochen Schümann             | 11,7   |
| 2     | USA  | William Baylis Robert Billingham John Kostecki       | 14,0   |
| 3     | DEN  | Jesper Bank Jan Mathiasen Steen Secher               | 52,7   |
| 4     | GBR  | Edward Leask Jeremy Richards Lawrie Smith            | 67,1   |
| 5     | BRA  | Christoph Bergmann José Augusto Dias José Paulo Dias | 67,4   |
| 6     | FRA  | Michel Kermarec Stanislas Dripaux Xavier Phelippon   | 68,4   |
| 7     | NZL  | Aran Hansen Simon Daubney Tom Dodson                 | 74,4   |
| 8     | SWE  | Eje Öberg Lennart Persson Tony Wallin                | 77,7   |

#### Star
| Platz | Land | Athleten                        | Punkte |
| ----- | ---- | ------------------------------- | ------ |
| 1     | GBR  | Michael McIntyre Bryn Vaile     | 45,7   |
| 2     | USA  | Hal Haenel Mark Reynolds        | 48,0   |
| 3     | BRA  | Nelson Falcão Torben Grael      | 50,0   |
| 4     | SWE  | Mats Hansson Mats Johansson     | 56,7   |
| 5     | ITA  | Alfio Peraboni Giorgio Gorla    | 63,1   |
| 6     | CAN  | Bruce MacDonald Ross MacDonald  | 63,7   |
| 7     | AUS  | Colin Beashel Gregory Torpy     | 66,4   |
| 8     | URS  | Aleksandr Zõbin Wiktor Solowjow | 68,4   |

#### Tornado
| Platz | Land | Athleten                              | Punkte |
| ----- | ---- | ------------------------------------- | ------ |
| 1     | FRA  | Jean-Yves Le Déroff Nicolas Hénard    | 16,0   |
| 2     | NZL  | Rex Sellers Chris Timms               | 35,4   |
| 3     | BRA  | Lars Grael Clinio Freitas             | 40,1   |
| 4     | AUT  | Christian Claus Norbert Petschel      | 46,0   |
| 5     | ITA  | Giorgio Zuccoli Luca Santella         | 60,1   |
| 6     | NOR  | Carl Erik Johannessen Per Arne Nilsen | 67,7   |
| 7     | URS  | Sergei Krawzow Juri Konowalow         | 70,0   |
| 8     | GBR  | Jeremy Newman Robert White            | 70,1   |